# Attaché de recherche clinique
 (janvier 2016).
Pour les articles homonymes, voir ARC.
Un attaché de recherche clinique (couramment appelé « ARC ») est un métier intervenant dans la mise en place des essais cliniques.  

Il permet le respect des bonnes pratiques cliniques (BPC, ou GCP en anglais), en conformité avec le protocole de l'essai.

## ARC de « monitorage »
La fonction principale d'un attaché de recherche dans le privé est de « monitorer » (surveiller) les essais cliniques. Il ou elle peut travailler directement avec le promoteur de l'étude (le plus souvent un laboratoire pharmaceutique), pour une CRO (en anglais : 'Contract Research Organization', ou être travailleur indépendant.
Son rôle est de s'assurer du respect du protocole de recherche, de vérifier et stimuler l'activité des centres de recherche, de vérifier la conformité des données entre le dossier médical et les « cahiers d'observation » (Case Report Form ou CRF) et d'être pour les investigateurs le contact de référence de l'étude.

## ARC sur centre
L'ARC sur centre travaille en général dans un (ou quelques) service(s) hospitaliers. Son rôle est de permettre le bon déroulement des protocoles du centre : évaluer la faisabilité, contrôler le budget alloué par le promoteur, préparer les réunions de mise en place et de clôture, trouver et convoquer des patients à inclure, contrôler la disponibilité du traitement à l'étude, préparer les échantillons sanguins, remplir et corriger les cahiers d'observation, coordonner les différentes équipes impliquées : médicales, infirmières, radio, etc.